# Landhaus Israel

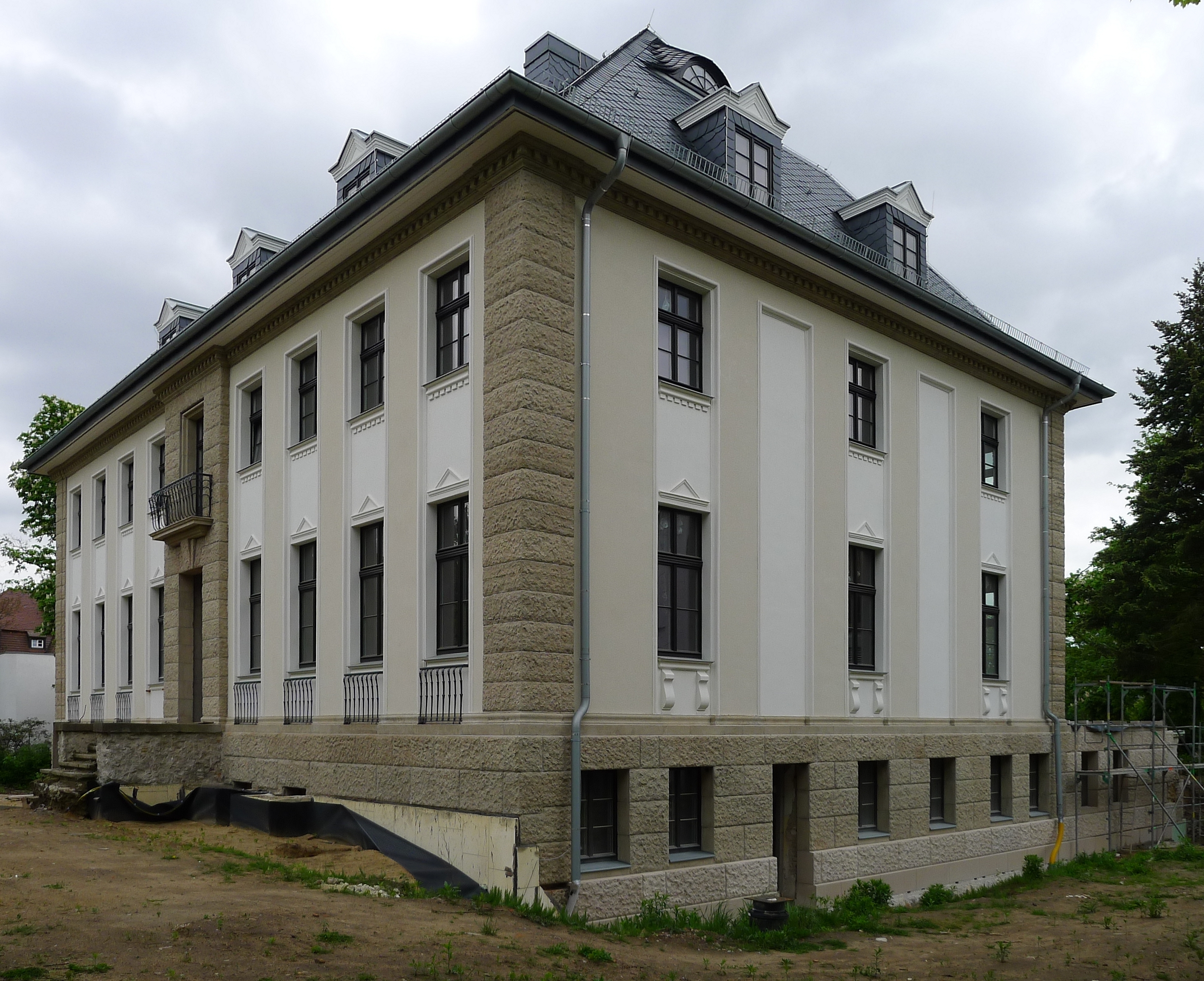
Straßenseitige Ansicht des Landhauses im sanierten Zustand, 2012

Das Landhaus Israel ist ein Baudenkmal im Berliner Ortsteil Grunewald im Bezirk Charlottenburg-Wilmersdorf.

## Geschichte
Das Landhaus wurde zwischen 1921 und 1923 nach einem Entwurf des Architekten Paul Zucker für den Berliner Lampenfabrikanten Felix Israel errichtet. Das Areal am Koenigssee gehörte zu den Filetgrundstücken der sogenannten Villencolonie Grunewald, die Ende des 19. Jahrhunderts als exklusives Wohngebiet für das Berliner Großbürgertum entstand. Das Grundstück wurde erst nach Parzellierung des benachbarten Areals Winkler Straße 4 verfügbar, da Israel Eigentümer beider Grundstücke war.
Nach der Machtübernahme der Nationalsozialisten wurde Felix Israel enteignet und emigrierte 1933 über Spanien und Kuba in die USA, wo er 1946 verstarb. In den 1930er-Jahren nutzte der NS-Funktionär Josef Wagner die Villa als Dienstsitz. Ab 1951 wurde das Gebäude als Privatklinik genutzt, zuletzt unter dem Namen „Klinik am Koenigssee“. Seit Anfang der 1980er-Jahre steht die Villa leer.

## Architektur
Das Landhaus Israel zeichnet sich durch eine symmetrische Nordfassade mit neun Fensterachsen aus. Das hohe Walmdach mit Fledermaus- und Giebelgauben gliedert die Dachlandschaft. Die Fassadenkanten, der Mittelrisalit sowie die Terrassen wurden mit bossiertem Naturstein verkleidet. Der Dekor bleibt zurückhaltend; die klassizistische Formensprache und die blockhafte Wirkung prägen den Bau. Die Gartenseite öffnet sich mit einer eingefassten Terrasse zur Seeseite hin. Diese wurde 1930 erweitert. Südwestlich des Haupthauses befand sich ursprünglich ein Gartenhaus.

## Leerstand und Nutzung
Das Anwesen befindet sich im Besitz der Familie Gutman. Nach einer Baugenehmigung 2009/2010 wurden Dach und Fassade saniert. Seither wurde das Gebäude trotz gelegentlicher Instandhaltungsmaßnahmen nicht wieder genutzt. Gespräche über eine neue Nutzung, u. a. als Botschaftsresidenz, blieben bisher ohne Ergebnis. Eine temporäre Unterbringung von Flüchtlingen ist nach Aussage des Eigentümers nicht möglich, da sich das Gebäudeinnere im Rohbauzustand befindet.

## Denkmalschutz
Das Landhaus Israel steht unter Denkmalschutz und ist in der Denkmaldatenbank des Landesdenkmalamts Berlin unter der Objekt-Dokumentationsnummer 09046590 registriert.